# Cirrus Airlines
Cirrus Airlines var et tysk flyselskab med hovedsæde i Saarbrücken.
Cirrus blev grundlagt i februar 1995 under navnet Cirrus Luftfahrtgesellschaft mbH. Det startede som charterselskab, men i 1998 fik de deres første tilladelse til at drive regulær rutetrafik. Dette blev ruten imellem Saarbrücken og Hamburg.
Selskabet fløj fra 12 destinationer i ind og udland. Alle ruteflyvninger var på vegne af enten Lufthansa og Swiss Air.
Den 20. januar 2012 ophørte flyselskabet og fløj alle fly tilbage til Saarbrücken.